# Neosilurus hyrtlii
Neosilurus hyrtlii es una especie de peces de la familia Plotosidae en el orden de los Siluriformes.

## Morfología
• Los machos pueden llegar alcanzar los 34 cm de longitud total.

## Distribución geográfica
Es un endemismo de Australia

## Hábitat
Durante el día, los adultos se encuentran generalmente en aguas más profundas (>2 m), pero pueden hallarse en aguas más someras (40-60 cm) si hay abundante cobertura (escombros de madera o orillas socavadas).
Por la noche, su dependencia de la cobertura disminuye, y se les puede observar buscando alimento en zonas arenosas abiertas tan poco profundas como 30 cm.